# Бред Ґушу
Бред Ґушу (16 червня 1980 , Сент-Джонс ) — канадський керлінгіст, олімпійський чемпіон 2006 року, бронзовий призер Олімпійських ігор 2022 року, призер чемпіонатів світу.